# Every Thing Will Be Fine
Every Thing Will Be Fine ist ein 3D-Filmdrama von Wim Wenders mit James Franco und Charlotte Gainsbourg in den Hauptrollen; das Drehbuch schrieb Bjørn Olaf Johannessen. Der Film hatte seine Premiere bei der Berlinale 2015 im Wettbewerb außer Konkurrenz und startete in Deutschland am 2. April 2015. Es ist Wenders’ erster Langspielfilm seit Palermo Shooting (2008).

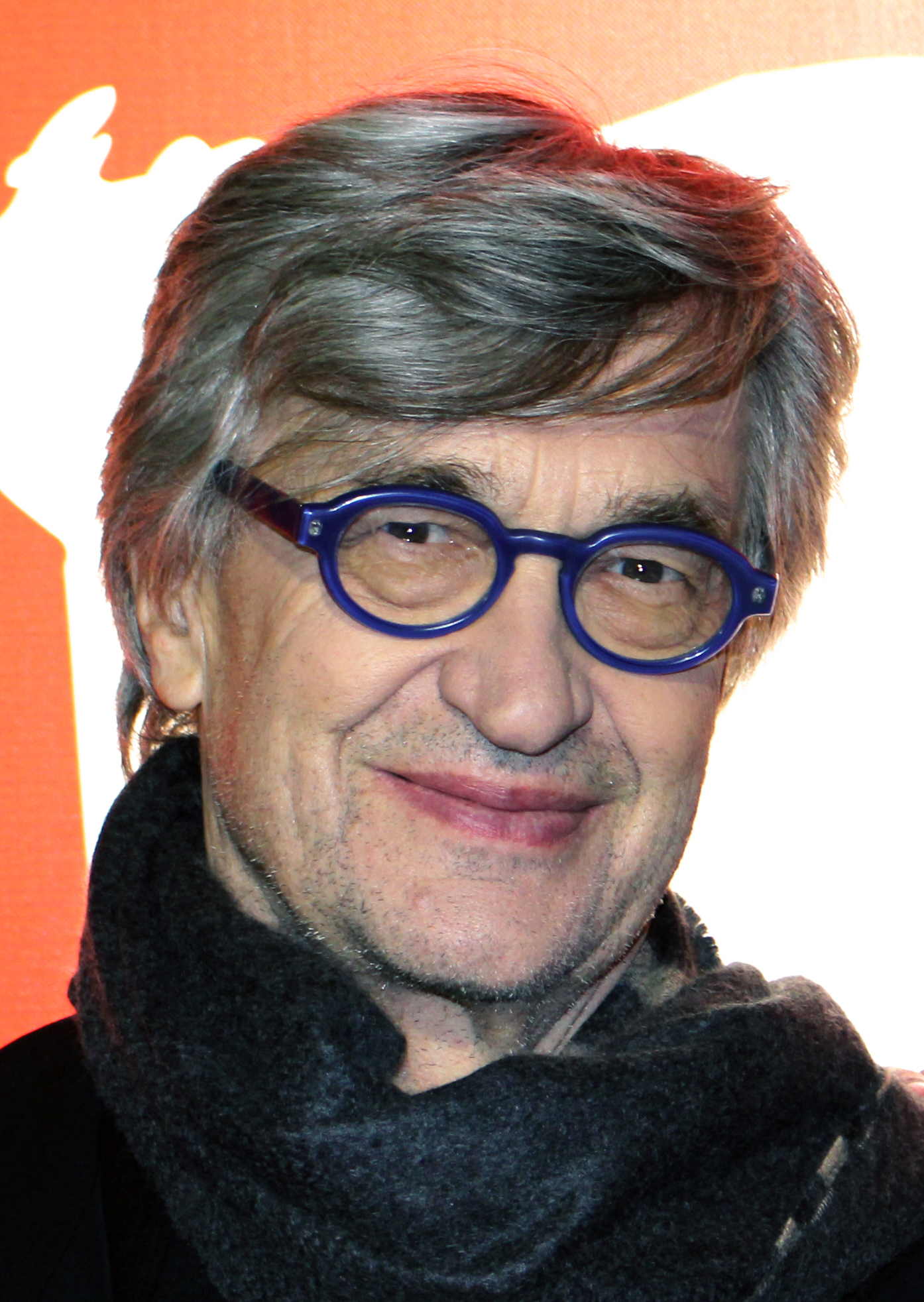
Wim Wenders bei der Berlinale 2015

## Handlung
Im verschneiten Quebec fährt dem Schriftsteller Tomas ein Kind auf einem Schlitten vor das Auto. Er ist zutiefst erleichtert, als der Junge zwar unter Schock steht, aber wohlauf ist. Tomas redet dem Kind, dessen Name Christopher ist, gut zu, und sagt dabei auch den titelgebenden Satz: „Es wird alles gut werden.“ Als Tomas den Jungen die Auffahrt hinauf zum Haus bringt, wo er von seiner Mutter Kate empfangen wird, fragt diese jedoch entsetzt nach ihrem zweiten Sohn. Es wird klar, dass dieser bei dem Unfall getötet wurde.
Unter dem seelischen Druck des Unfalls zerbricht Tomas’ Beziehung mit Sara. Er flüchtet sich in Alkohol und unternimmt einen Suizidversuch. Mit Ann und ihrer Tochter Mina gelingt es ihm, eine Familie zu gründen, er beginnt wieder zu schreiben und verarbeitet das Erlebte in einem halbbiografischen Roman. Obwohl dieser zum Erfolg wird, quälen ihn, auch durch sporadische Kontakte mit der Mutter und Christopher weiterhin die Fragen nach seiner Verantwortung.
Etwa elf Jahre nach dem Unfall bittet Christopher um ein Treffen und macht ihm dabei zum Vorwurf, infolge des Unfalls zum schriftstellerischen Erfolg gefunden zu haben. Der Junge verschafft sich Zutritt zu Tomas’ Haus und uriniert in dessen Ehebett. Als Tomas dahinterkommt, reden sie miteinander, bringen die Matratze zum Lüften in den Garten und verabschieden sich am nächsten Morgen mit einer Umarmung.

## Rezeption
Der Film erhielt gemischte Kritiken. Bei Metacritic wird der Film mit 34/100 bewertet, basierend auf 5 Kritiken, während bei Rotten Tomatoes das Tomatometer auf 28 % bei 40 Kritikerstimmen steht. Die amerikanischen Kritiker sehen, trotz guter Schauspieler, insgesamt eher Schwächen im Film, wenn sie ihn nicht sogar für schlecht halten. Bruce DeMara beispielsweise glaubt nicht, dass der Film, den er als „an exercise in tedium“ bezeichnet, selbst ernsthafte Cineasten begeistern wird, ein zäh sich hinziehender Film über die existentielle Reise eines Schriftstellers, dargestellt vom unablässig stirnrunzelnden James Franco. Elissa Suh hält die Filmdialoge für arg gekünstelt, wie aus dem Tagebuch eines 15-Jährigen. Der Film sei in jeder Hinsicht ein Disaster, so dass sie sich frage, ob Wenders seine Sinne verloren habe. Der Filmdienst urteilte hingegen, der Film sei ein „meisterhaft inszeniertes kontemplatives Drama, das mit vielen Auslassungen, Brüchen und Ellipsen von einer seelischen Heilung“ erzähle. Subtil spiele der Film mit der „Künstlichkeit seiner Bilder“, verfüge aber „dank herausragender Darsteller ebenso über intensive kammerspielartige Momente“.
Die Deutsche Film- und Medienbewertung FBW in Wiesbaden verlieh dem Film das Prädikat besonders wertvoll.